# Förolämpning
Förolämpning, mindre brukligt även smädan, vanära, vanheder eller skymf med mera, syftar till att förlöjliga, förnedra, kränka eller reta upp en annan person. De kan vara verbala, gester, klädsel, musik och beteende med mera.
Ett kopplat adjektiv är nedsättande som i förolämpande sammanhang anger nedvärderande.

## Förolämpningar i olika kulturer
Förolämpningar ser mycket olika ut i olika kulturer. Svenska verbala förolämpningar är inte sällan korta och kärnfulla i stil med "Jävla idiot!". Det finns regionala skillnader i Sverige när det gäller hur ett skällsord uppfattas. 
I Sydeuropa, Sydvästasien och Latinamerika är det inte ovanligt att man försöker såra en person genom att man verbalt skymfar dennes kvinnliga släktingar, i synnerhet modern. I vissa kulturer kan det räcka med att yttra Din mamma!, för att det ska anses besudla hela familjens heder och i synnerhet den man som agerar som familjens beskyddare. Den kinesiska motsvarigheten, hans mamma, är däremot ensamt inte så mycket en förolämpning som ett kraftuttryck.

## Brottet förolämpning
Förolämpning är i Sverige även ett brott enligt brottsbalkens 5 kap. 3 §. Brottet kan ge böter; om brottet anses grovt är maxstraffet 6 månaders fängelse. Förolämpning enligt brottsbalken är en gärning om den består i att någon smädar annan genom kränkande tillmäle eller beskyllning eller genom annat skymfligt beteende mot honom, om handlingen inte uppfyller villkoren för förtal eller grovt förtal.